# Rungsted Ishockey
Rungsted Ishockey, ist eine dänische Eishockeymannschaft aus Rungsted, rund 30 km nördlich der Hauptstadt Kopenhagen. Sie tritt seit 2013 wieder in der höchsten dänischen Spielklasse der Männer, der Metal Ligaen, an. Im Januar 2016 wurde der Name des Teams zu Rungsted Seier Capital geändert.

## Geschichte
Bis 2004 war der Verein als Rungsted Cobras bekannt, danach nannte man sich in Nordsjælland Cobras um, obwohl der Standort in Rungsted erhalten blieb. Das Team gewann fünfmal die Dänische Meisterschaft; 1955, 1963, 2002, 2019 und 2021, die beiden ersten Male noch als Rungsted IK.
Die Profimannschaft wurde später vom Stammverein Rungsted IK ausgegliedert, die Amateurmannschaften des Vereins treten allerdings immer noch unter diesem Namen an.
2009 musste die Betreibergesellschaft der Profimannschaft in die Insolvenz gehen, so dass das Team nach der Saison 2009/10 aus der höchsten dänischen Spielklasse, der AL-Bank Ligaen, zurückgezogen wurde. Die erste Mannschaft des Stammvereins setzte den Spielbetrieb in der zweiten Spielklasse, der 1. division, fort und gewann 2013 deren Meisterschaft. Anschließend bewarb sich die Vereinsführung um eine Lizenz für die erste Liga, die sie im Mai 2013 erhielt.
2013 wurde Lars Seier Christensen, Mitbegründer des Online-Brokers Saxo Bank, Hauptaktionär. 2020 übernahm der Unternehmer Finn Rosenthal die Aktienmehrheit.
Die Heimspielstätte Hørsholm Skøjtehal trug von 2014 bis 2017 den Sponsornamen Saxo Bank Arena; aufgrund eines Sponsorings von Bitcoin Suisse wurde sie Ende 2017 in Bitcoin Arena umbenannt.

## Trainer
- seit 2018/19: Erik Hjalmarsson[4]
- 2018/19: Flemming Green
- 2005/06–2007/08: Hans Ljunggren
- 1996/97, 1999/2000–2003/04: Per Holten Møller

## Galerie

Ehemaliges Logo der Profimannschaft